# Cixius nervosus
Cixius nervosus es una especie de chicharrita de la tribu Cixiini, familia  Cixiidae.

## Descripción
Cixius nervosus puede alcanzar una longitud de 6,5 a 7,5 milímetros (0,26 a 0,30 pulgadas) en los machos, de 7 a 8,5 milímetros (0,28 a 0,33 pulgadas) en las hembras. Las alas delanteras son transparentes, con dos bandas de color marrón oscuro y marcas marrones tenues en la parte posterior. Hay manchas oscuras a lo largo del margen costal y manchas más pequeñas en las venas.

## Subespecies
- Cixius nervosus longispinus Wagner, 1955
- Cixius nervosus nervosus (Linnaeus, 1758)
- Cixius nervosus obscurus China, 1942